# Răchitova, Caraș-Severin
Răchitova (în maghiară Rakitova) este un sat ce aparține orașului Oravița din județul Caraș-Severin, Banat, România.

## Legături externe

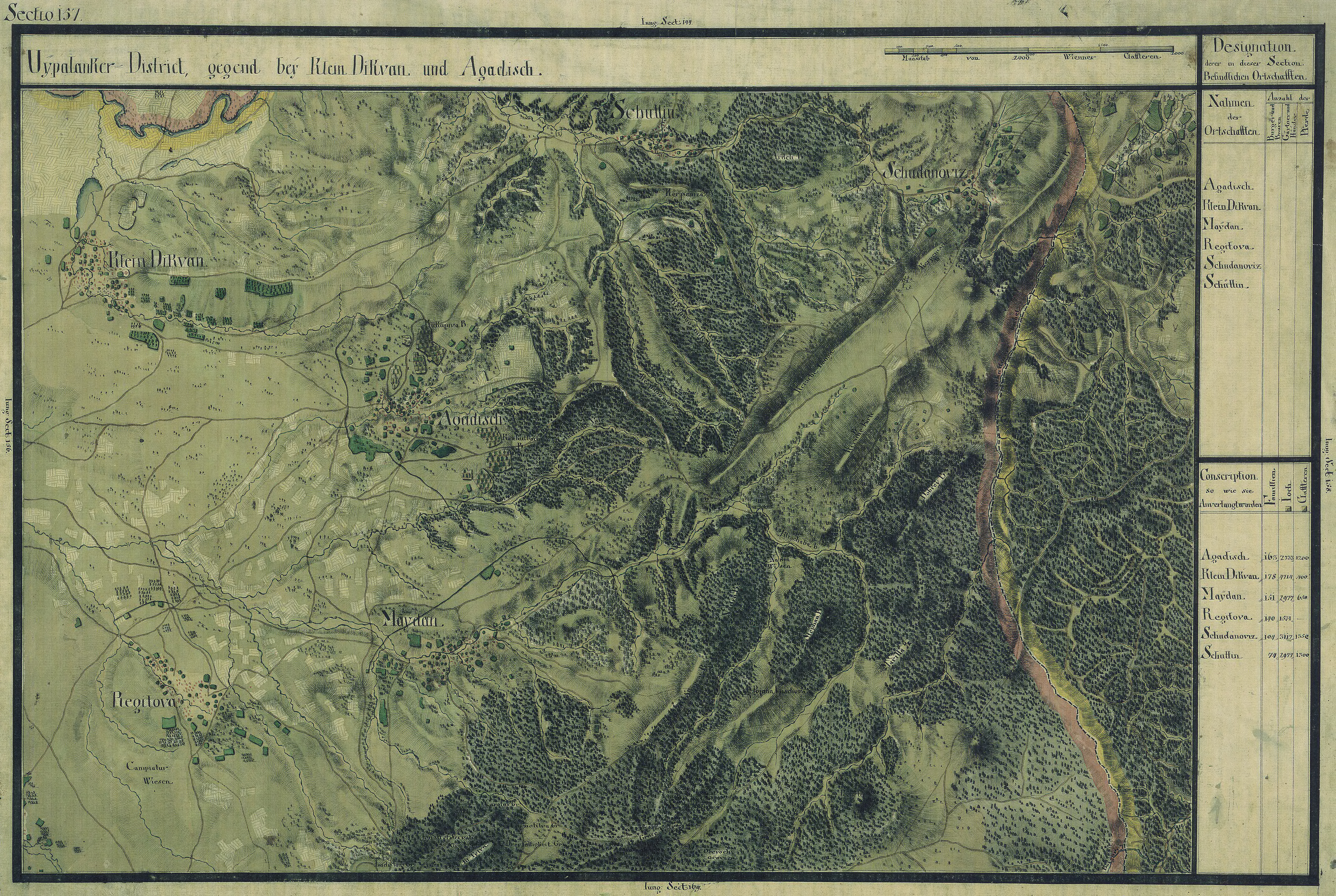
Răchitova pe Harta Iosefină a Banatului, 1769-1773